# هادي العبد الله
هادي العبدالله هو صحفي وناشط إعلامي سوري، وُلد في مدينة القصير بمحافظة حمص عام 1987. برز اسمه كأحد أبرز الصحفيين المستقلين خلال الثورة السورية التي اندلعت في عام 2011، حيث عمل على توثيق الأحداث الميدانية ونقل معاناة المدنيين في المناطق المتأثرة بالنزاع.
حصل على شهادة في التمريض من جامعة تشرين في اللاذقية قبل أن يتحول إلى العمل الإعلامي بسبب الأوضاع التي شهدتها سوريا. تميز بأسلوبه الجريء في التغطية الصحفية، حيث كان يتواجد في الخطوط الأمامية للأحداث، ويوثق الانتهاكات والجرائم التي ارتُكبت بحق المدنيين، مما جعله هدفًا للعديد من المخاطر. تعرض العبدالله لإصابات عديدة خلال عمله، وفقد عددًا من زملائه المقربين خلال تغطيته للأحداث.
حصل هادي العبدالله على جائزة حرية الصحافة لعام 2016 من منظمة "مراسلون بلا حدود"، تقديرًا لشجاعته والتزامه بنقل الحقيقة رغم المخاطر الكبيرة. يُعتبر اليوم رمزًا للإعلام المستقل في سوريا وصوتًا للمدنيين الذين يعانون من ويلات الحرب، واستمر في العمل الإعلامي حتى بعد اضطراره لمغادرة سوريا نتيجة التهديدات والمخاطر المستمرة.

## حياته الشخصية
ولد هادي العبد الله باسم محمد في مدينة القصير في محافظة حمص في سوريا و نشأ فيها، متزوج وله بنت واحدة (بيسان). يحمل بكالوريوس في التمريض من جامعة تشرين في اللاذقية. وتابع دراسته للحصول على درجة الماجيستير في تمريض غرفة الطوارئ عندما نشأت الثورة السورية عام 2011 مما اضطره لترك دراسته لينضم لغيره من الناشطين الذين غطوا ودعموا الحراك المدني في سوريا.
في ظهوره الأول على وسائل الإعلام استخدم اسم عبد الرحمن و استخدم عدة أسماء حركية مستعارة قبل أن يستقر على اسم هادي العبدالله. في تشرين الثاني/نوفمبر من عام 2016 منحت منظمة مراسلون بلا حدود هادي العبد الله جائزة حرية الصحافة.
نشر هادي العبد الله عام 2019 كتاب حمل اسم "حالات حرجة" تحدث فيه عن يوميات عاشها خلال الثورة السورية

## محاولات اغتياله
في 14 يونيو 2016 أصيب هادي بجروح في رأسه إثر غارة جوية استهدفت حي جسر الحج في مدينة حلب. وفي 17 يونيو 2016 أصيب هو ومصوره خالد العيسى بجروح خطيرة جراء انفجار عبوة ناسفة قرب شقتهما في حلب. وقد عانى هادي من كسور في ساقه اليسرى والفك والعين، بينما كان خالد العيسى في غيبوبة بعد إصابته في البطن والرأس. نقل الناشطان إلى مستشفى في تركيا لتلقي العلاج، إلا أن خالد العيسى توفي متأثرا بإصابته في 24 حزيران/يونيو 2016.

## برامج تلفزيونية
- يا سامعين الصوت مع هادي العبد الله على تلفزيون سوريا.